# 川原町 (前橋市)
川原町（かわはらまち）は、群馬県前橋市の町名。丁目表示のない川原町、川原町一丁目及び川原町二丁目が設置されている。郵便番号は371-0046。人口は2,430人、世帯数は926世帯、面積は1.39km2（2014年9月末現在）。

## 地理
前橋市の西部、利根川東岸に位置する。北は北群馬郡吉岡町大字漆原、東を関根町と荒牧町、南は緑が丘町と接する。西に国体道路が通り、利根川に架かる上毛大橋の東詰にあたる。上毛大橋から続く群馬県道161号南新井前橋線が川原町一丁目と川原町二丁目の町境となっている。

### 河川
- 利根川

### 地価
住宅地の地価は、2014年（平成26年）7月1日の都道府県地価調査によれば、前橋-1の地点で64,000円/m2である。
同基準地は基準地として設定された1997年（平成9年）の調査開始以来、一貫して下落傾向にあったが、2014年（平成26年）に初の下げ止まり（前年比0.0%）を観測した。前橋市内の住宅地での2014年（平成26年）における地価上昇地点は、前橋-4（南町二丁目）、前橋-5（紅雲町二丁目）、前橋-15（文京町三丁目）、前橋-18（六供町）、前橋-37（大友町二丁目）のみであり、前橋-1（本地点）、前橋-12（日吉町四丁目）、前橋-26（関根町三丁目）は、前述の上昇地点に次いで需要の高い住宅地であるといえる。

## 地名

### かつて町内に存在した小字名
- 西古川（にしふるかわ）
- 東古川（ひがしふるかわ）
- 大泥（おおどろ、「ヲエン岩」とも）
- 笹塚（ささつか）
- 東通（ひがしとおり）
- 村東（むらひがし、「黒岩」とも）
- 臺（台）（だい）
- 赤石（あかいし）
- 西原（にしはら）
- 弁天前（べんてんまい）
- 押切嶋（おしきりじま）
- 西通（にしとおり）

### 現存する小字名

#### 国体道路西側の地域
- 小石原（こいしはら）
- 南原（みなみはら）

#### 群馬県立ぐんま学園以北の市街化調整区域内の町域
- 北原（きたはら）

#### 町域南東の川原町一丁目・荒牧町・敷島町に囲まれた地域
- 蛇原（へびはら）

## 歴史
- 1625年（寛永2年）- 利根川の中州であり、どの村の分でもなかった当地を高崎城主安藤対馬守の命により開発[6]。河原島新田と称する。以後、高崎城主安藤対馬守の所領となる。
- 1600年代初期から中期 - 漆原村（現・北群馬郡吉岡町大字漆原）に編入。
- 1661年（寛文元年）- 漆原村から分離。以後、回数・時期等は不明だが利根川の流路変更によりたびたび編入・分離を繰り返す。
- 1683年（天和3年）- 高崎城主安藤対馬守重治[7]の領地となる。
- 1695年（元禄8年）- 天領となる。
- 1696年（元禄9年）- 武蔵金沢領主米倉丹後守昌尹領地となる。
- 1698年（元禄11年）- 幕府旗本下士の松平弾正、松田六左衛門、保々伝七郎、本田熊五郎、萩原籐七郎の采地となる。
- 1702年（元禄15年）- 天領となる。
- 1704年（宝永元年）- 再び松平弾正、松田六左衛門、保々伝七郎、本田熊五郎、萩原籐七郎の采地となる。
- 1717年（享保2年）- 利根川の洪水により、新田を分断する支流ができたため分村[8]。
- 1748年（寛延元年）- 前橋城主酒井雅楽頭忠恭領地となる。
- 1750年（寛延3年）- 前橋城主松平大和守朝矩領地となる。
- 1868年（明治元年）- 9月に起きた利根川の洪水により、漆原村との境界に支流が起こり同村と分断される。
- 1870年（明治3年）- 前橋藩に隷す。
- 1871年（明治4年）- 第一次群馬県に属す。
- 1871年（明治4年）- 漆原村と合併。
- 1872年（明治5年）- 大区小区制により6月に、半田村（現・渋川市半田）、八木原村（現・渋川市八木原）、漆原村（現・北群馬郡吉岡町）とともに第九大区第六小区に属す。[9]。
- 1873年（明治6年）- 6月に熊谷県に属す。
- 1876年（明治9年）- 8月に第二次群馬県に属す。
- 1878年（明治11年）- 郡区町村編制法の発布により大区小区制が廃止され、旧来の郡・町・村が復活。西群馬郡に属し、半田村（現・渋川市半田）、八木原村（現・渋川市八木原）、漆原村（現・北群馬郡吉岡町）との連合村態勢（連合戸長は栗田茂吉）となる。
- 1879年（明治12年）- 漆原村から川原島新田村が分村。
- 1881年（明治14年）- 連合村態勢が解かれ、単独村となる。
- 1884年（明治17年）- 戸長制度の改正に伴い、7月に漆原村（現・北群馬郡吉岡町）、大久保村（現・北群馬郡吉岡町）とともに連合村態勢（連合戸長は有馬村（現・渋川市有馬）の山口昌平）となる。
- 1889年（明治22年）- 町村制施行による群馬県令第十九号（3月4日発布、4月1日施行）により上小出村、下小出村、北代田村、下細井村、上細井村、竜（龍）造寺村、青柳村、日輪寺村、川端村、荒牧村、川原島新田（西群馬郡から編入）、関根村、田口村の13か村が合併し南勢多郡南橘村が成立。
- 1896年（明治29年）- 郡制施行に伴い、勢多郡（東群馬郡・南勢多郡の区域を統合）となる。
- 1916年（大正5年）- 大字川原島新田が大字川原に改称。
- 1925年（大正14年）- 前橋市が払い下げを受けた官有河川敷・河原地および南橘村大字上小出の一部、南橘村大字川原の一部に第二公園（敷島公園）が整備され開園。
- 1954年（昭和29年）- 6月に敷島公園敷地部分のみが前橋市に編入され、同市敷島町となる。この際、南橘村大字川原の小字は敷島町に引き継がれた（敷島町大泥）。
- 1954年（昭和29年）- 9月に勢多郡南橘村が前橋市に編入され、同市川原町となる。
- 1964年（昭和39年）- 5月13日に川原土地区画整理事業が換地となり、同事業区域（大泥・西古川・小石原・東古川・笹塚の各一部）が緑が丘町となる。
- 1976年（昭和51年）- 2月16日に川原第二土地区画整理事業が換地となる。換地により川原町の小石原・大泥・笹塚・蛇原の各一部が敷島町へ編入、敷島町の大泥・中川原が換地され敷島町の町域が拡大。同様に緑が丘町へは、川原町の笹塚・小石原・大泥・蛇原の各一部が編入され町域が拡大。換地の際には敷島町の小字は廃止された。
- 1983年（昭和58年）- 3月25日に荒牧土地区画整理事業が換地となり、同事業区域が荒牧町四丁目、関根町三丁目となる。
- 1985年（昭和60年）- 前橋都市計画区域第2回区域区分（線引き）により一部が市街化編入される。
- 2010年（平成22年）- 7月24日に川原第三土地区画整理事業が換地となり、川原町一丁目、川原町二丁目が設置される。

## 世帯数と人口
2020年（平成2年）8月31日現在の世帯数と人口は以下の通りである。
| 丁目         | 世帯数    | 人口    |
| ------------ | --------- | ------- |
| 川原町       | 126世帯   | 275人   |
| 川原町一丁目 | 517世帯   | 1,257人 |
| 川原町二丁目 | 452世帯   | 1,153人 |
| 計           | 1,095世帯 | 2,685人 |

## 小・中学校の学区
市立小・中学校に通う場合、学区（校区）は以下の通りとなる。
| 町丁         | 区域                             | 小学校             | 中学校             |
| ------------ | -------------------------------- | ------------------ | ------------------ |
| 川原町       | 一部（緑が丘町に接する地域）     | 前橋市立岩神小学校 | 前橋市立第三中学校 |
| 川原町       | 一部（川原町二丁目に接する地域） | 前橋市立荒牧小学校 | 前橋市立南橘中学校 |
| 川原町一丁目 | 全域                             | 前橋市立荒牧小学校 | 前橋市立南橘中学校 |
| 川原町二丁目 | 全域                             | 前橋市立荒牧小学校 | 前橋市立南橘中学校 |

## 交通

### 鉄道
町内に鉄道は通っておらず、最寄駅は利根川対岸の上越線群馬総社駅になる。

### 道路
- 赤城国体道路
- 群馬県道161号南新井前橋線

### バス
- 関越交通バス
  - <渋23>前橋駅〜川原町北
    - 町内に停車するバス停は川原町南、川原町、川原町北

  - <渋24>前橋駅〜総合スポーツセンター
    - 町内に停車するバス停は川原町南、川原町、川原町北

  - <渋25>前橋駅〜渋川駅
    - 町内に停車するバス停は川原町南、市杵島神社入口、上毛大橋東

  - 新前橋駅〜総合スポーツセンター 
    - 町内に停車するバス停は川原町、川原町北

## 施設

### 丁目なし
- 群馬県立ぐんま学園（児童自立支援施設）
- 前橋市立荒牧小学校・南橘中学校みやま分校

### 一丁目
- 大興寺 - 天台宗の仏教寺院。
- 市杵島神社
- 前橋川原郵便局
- ヤマト運輸前橋川原宅急便センター

### 二丁目

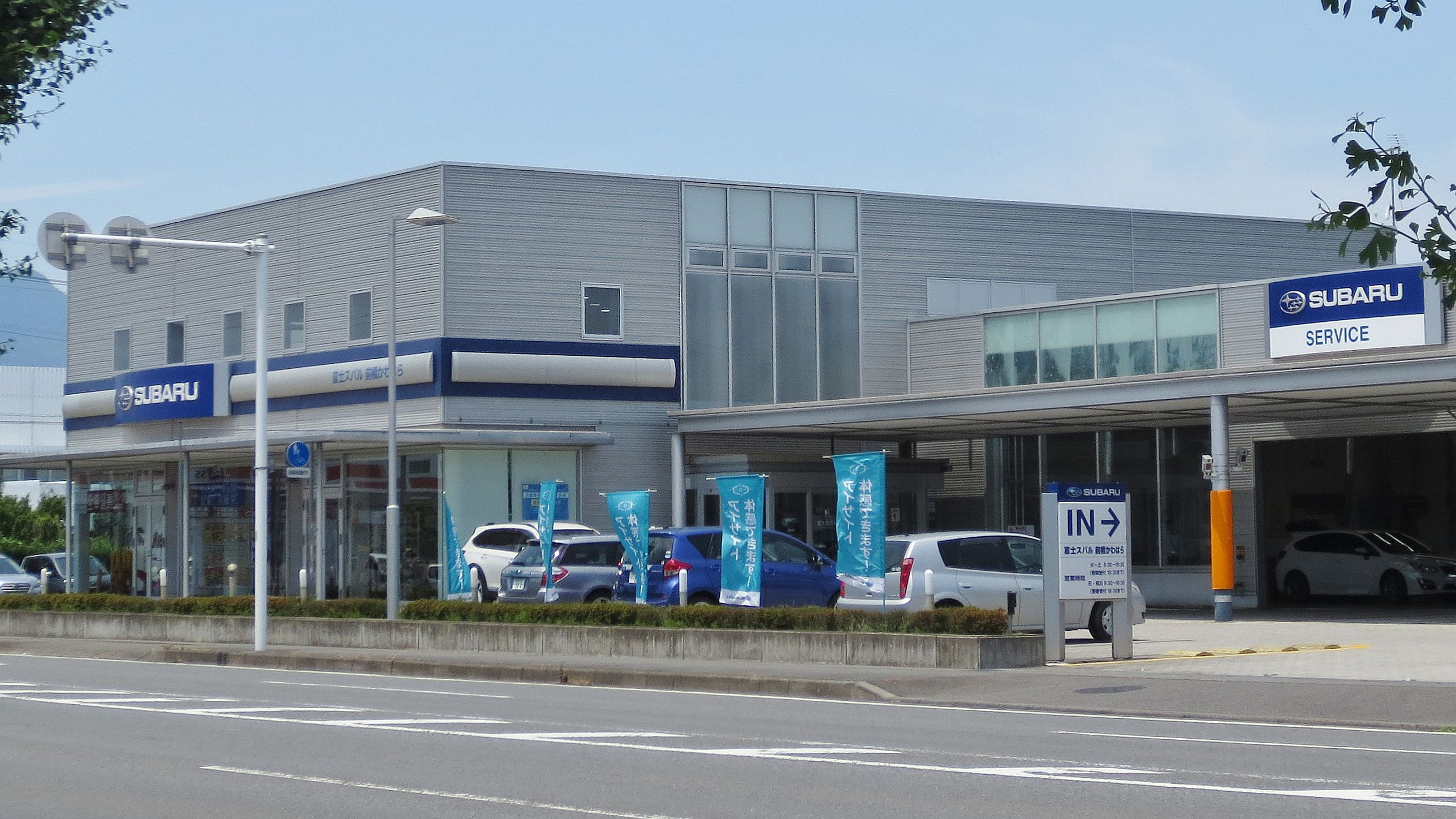
富士スバル前橋かわはら店

- ジンズ前橋本社
- 富士スバル前橋かわはら店
- しみずスーパー川原店
- ファッションセンターしまむら川原店
- マルエ薬局川原店

## 景勝地

### 於艶岩 (お艶が岩）

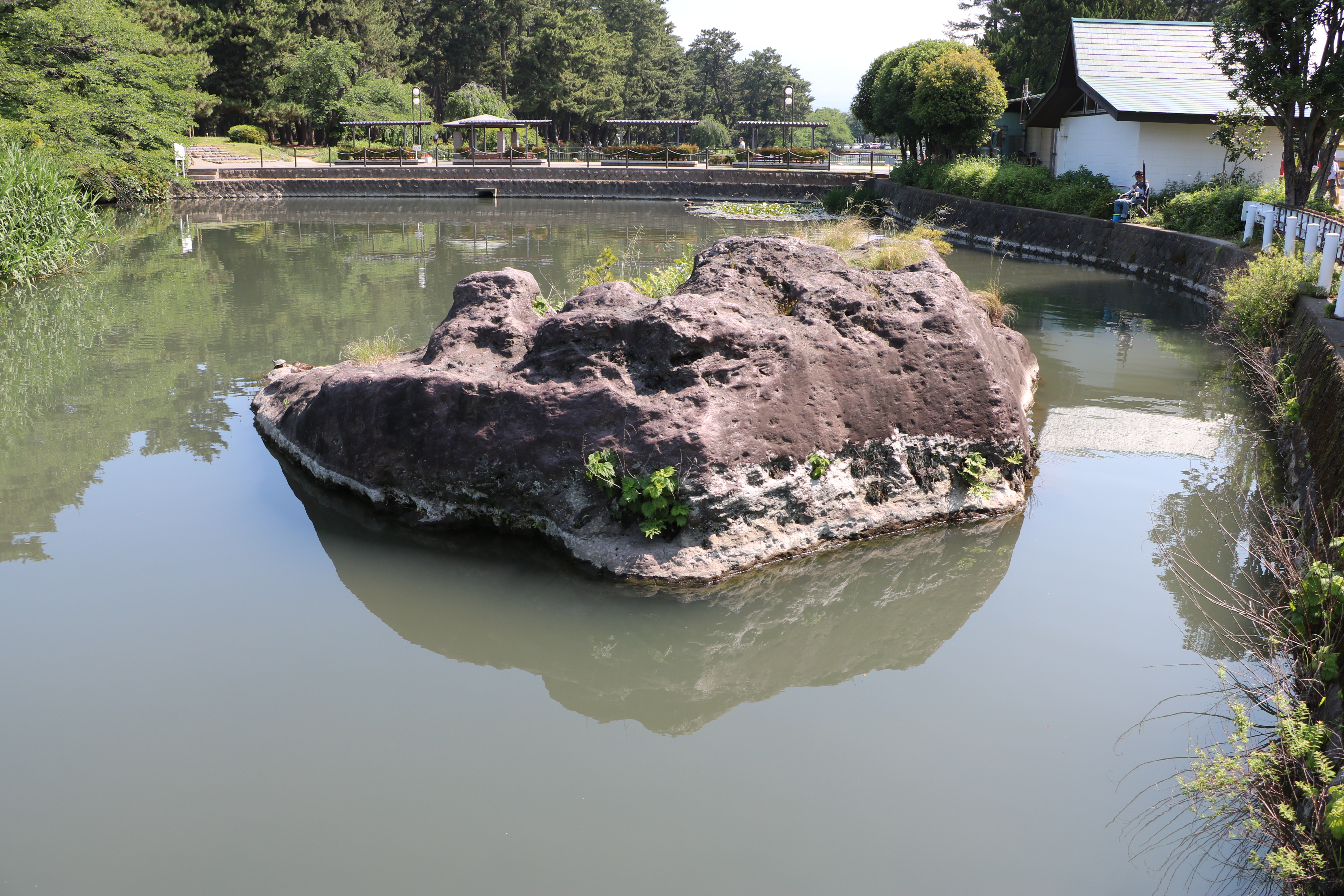
お艶が岩。2018年6月2日撮影。

郡村誌では「字大泥（現在の敷島町北部）にある利根河畔の一大巨岩なり」と紹介されており、一丈四尺（約4.2メートル）ほどの大きさで淡赤色であったという。於艶岩は「南を総社町、東を上小出村とし、三村の境に蟠踞（ばんきょ）す」とあり、現在は敷島公園ボート場の南の池に鎮座している。近くには由来や伝説を刻んだ石碑が建ち、於艶岩（お艶が岩）にはお艶という娘の悲恋物語とともに、総社城主秋本長朝により大阪城を脱出した淀君が世を儚んでこの岩の上から身を投げたなどの言い伝えがある。
また、前橋市立図書館南橘分館所蔵の「前橋の伝説百話（佐藤寅雄著）」では、元々は岩神稲荷神社にある「岩神の飛石」と同様に噴火により運ばれてきたのではと考察している。